# تپه چشمه سنگی ۱
تپه چشمه سنگی ۱ مربوط به دوره ساسانیان است و در شهرستان اسلام‌آباد غرب، بخش حمیل، دهستان منصوری، جنوب غربی روستای چشمه سنگی واقع شده و این اثر در تاریخ ۲۲ اسفند ۱۳۸۵ با شمارهٔ ثبت ۱۸۱۲۳ به‌عنوان یکی از آثار ملی ایران به ثبت رسیده است.